# هالينا كورن
هالينا كورن (بالبولندية: Halina Korngold)‏ هي رسامة بولندية، ولدت في 22 يناير 1902، وتوفيت في 2 أكتوبر 1978.